# Fernando Caldeira
Fernando Afonso Geraldes Caldeira (* 7. November 1841 in Borralha, Águeda; † 2. April 1894 in Lissabon) war ein portugiesischer Schriftsteller.
Cadeira war Sohn des Grafen von Borralha, Francisco Caldeira Leitão Pinto de Albuquerque de Brito Moniz, und der Gräfin D. Ignez de Véra Geraldes de Mello Sampaio e Bourbon. Er studierte Rechtswissenschaften an der Universität Coimbra und war später auch politisch tätig.

## Werke
- 1877: A varina
- 1879: Os missionários
- 1880: Fló-Fló
- 1880: A mantilha de renda
- 1884: A chilena
- 1884: As nadadoras
- 1892: A madrugada